# Fotbollsgalan 2001
Fotbollsgalan 2001 hölls måndagen den 5 november 2001 på Cirkus, Stockholm och var den 7:e Fotbollsgalan i ordningen. Programledare var Peppe Eng och Agneta Sjödin. TV 4 och Sveriges Radio P4 sände.
Den 28 september 2001 meddelades att TV4 skulle överta TV-sändningarna från SVT.

## Priser
| Pris                       | Vinnare                                          |
| -------------------------- | ------------------------------------------------ |
| Årets genombrott           | Sofia Eriksson, Umeå IK                          |
| Årets tränare, herrar      | Sören Cratz, Hammarby IF                         |
| Årets nykomling            | Abgar Barsom, Djurgårdens IF                     |
| Årets forward, herr        | Henrik Larsson, Celtic FC                        |
| Årets mittfältare, herr    | Fredrik Ljungberg, Arsenal                       |
| Årets back, herr           | Patrik Andersson, FC Bayern München/FC Barcelona |
| Årets målvakt, herr        | Lars Eriksson, Hammarby IF                       |
| Årets mål                  | Johan Andersson, Hammarby IF                     |
| Årets fotbollspersonlighet | Sven-Göran Eriksson                              |
| Diamantbollen              | Malin Moström, Umeå IK                           |
| Guldbollen                 | Patrik Andersson, FC Bayern München/FC Barcelona |